# Garrelsweerster Kloostermolenpolder
De Garrelsweerster Kloostermolenpolder is een voormalig waterschap (molenpolder) in de provincie Groningen.
Het waterschap was gelegen in de driehoek tussen de plaatsen Ten Post, Wittewierum en Garrelsweer. De polder had twee molens, waarvan de eerste de nog bestaande Kloostermolen was die uitsloeg op het Vismaar (ook gespeld als: Vischmaar en Visscherdermaar). De andere stond aan de Ten Poster Ae. 
Waterstaatkundig gezien ligt het gebied sinds 2000 binnen dat van het waterschap Noorderzijlvest.

## Naam
De polder is genoemd naar het voormalige klooster Bloemhof dat stond in het nabijgelegen Wittewierum.